# Diplotaxis mascula
Diplotaxis mascula är en skalbaggsart som beskrevs av Patricia Vaurie 1960. Diplotaxis mascula ingår i släktet Diplotaxis och familjen Melolonthidae. Inga underarter finns listade i Catalogue of Life.